# دیانا کارن
دیانا کارن (لهستانی: Diana Karenne؛ ۱۸۸۸ – ۱۴ اکتبر ۱۹۴۰) بازیگر، کارگردان فیلم، تهیه‌کننده فیلم و فیلم‌نامه‌نویس اهل لهستان بود.
از فیلم‌های او می‌توان به رهایی، مانون لسکو و عذاب عشق اشاره کرد.